# صناعة السيارات في النمسا

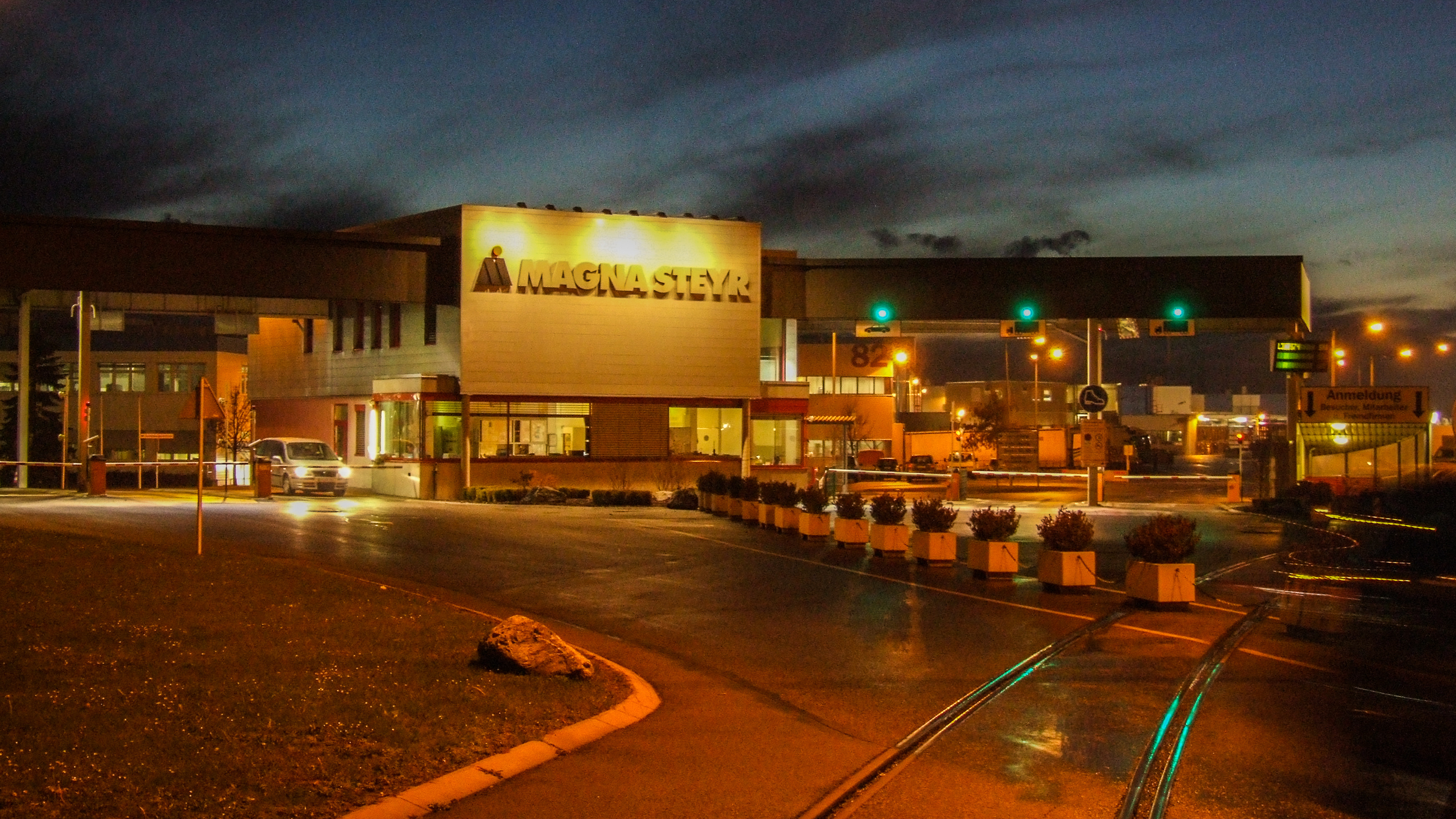
شركة ماجنا شتاير الأشهر في النمسا.

صناعة السيارات في النمسا؛ هناك العديد من الشركات المصنعة للسيارات في النمسا، ولكن الشركة الرئيسية والأكثر شهرة هي "ماجنا شتايير" (Magna Steyr).

## نظرة عامّة
بفضل الشركات المصنعة للسيارات المتعددة في النمسا، تلعب البلاد دورًا هامًا في صناعة السيارات على المستوى العالمي. تشتهر الشركات النمساوية بالجودة والابتكار، وتسعى باستمرار إلى تطوير تقنيات جديدة وتقديم منتجات ذات أداء عالي وفعالية من حيث استهلاك الوقود والمحافظة على البيئة.

## شركة مانجا شتاير
تأسست شركة ماجنا شتايير في عام 1901، وتقع مقرها الرئيسي في مدينة غراتس بالنمسا. تعمل الشركة في مجال تصميم وتطوير السيارات، وتقدم خدمات تصنيع المركبات للعديد من الشركات العالمية.
تعمل ماجنا شتايير على تصنيع العديد من السيارات والمركبات، بما في ذلك السيارات الرياضية متعددة الأغراض (SUVs) والسيارات الفاخرة. وتعد شركة ماجنا شتايير شريكًا تصنيعيًا لعدة شركات سيارات عالمية مشهورة، مثل بي إم دبليو (BMW) ومرسيدس بنز (Mercedes-Benz)، حيث تقوم بتصنيع بعض من السيارات الخاصة بهم.

## شركات أخرى
بالإضافة إلى ماجنا شتايير، هناك أيضًا شركات أصغر أخرى في النمسا تعمل في مجال صناعة السيارات، مثل:
- كي تي أم (KTM) التي تنتج الدراجات النارية والسيارات الرياضية.
- فايتس (Vässla) التي تنتج سكوترات كهربائية، وبشكل عام، تتمتع الشركة بسمعة جيدة في صناعة السيارات والتكنولوجيا المتعلقة بها، وتعتبر واحدة من المراكز الهامة للابتكار والتطوير في صناعة السيارات في أوروبا.
- شركة كريسيل الكتريك (Kreisel Electric). تأسست في عام 2014، وتقع في مدينة رايسا بالنمسا. تختص كريسيل في تحويل السيارات التقليدية إلى سيارات كهربائية، وتصنيع سيارات كهربائية خاصة بها، تعمل كريسيل على تطوير وتصنيع نظم البطاريات وتقنيات الشحن السريع للسيارات الكهربائية. وقد حظيت بشهرة كبيرة بفضل مشاريعها المبتكرة في مجال السيارات الكهربائية، وقد تعاونت مع العديد من الشركات والعلامات التجارية الراقية في صناعة السيارات لتطوير سيارات كهربائية فريدة وذات أداء عالي.
- شركة "مجموعة فولكسفاغن" (Volkswagen Group) التي لها وجود قوي في النمسا. مجموعة فولكسفاغن هي واحدة من أكبر شركات تصنيع السيارات في العالم وتمتلك العديد من العلامات التجارية الشهيرة مثل فولكس فاغن، أودي، سكودا، سيات، وبورشه.

توجد في النمسا مرافق تصنيع تابعة لمجموعة فولكسفاغن. على سبيل المثال، تقوم شركة ماجنا شتايير بتصنيع سيارات فولكس فاجن بيتل في مصنعها في مدينة غراتس بالنمسا. وتعمل الشركة أيضًا على تصنيع سيارات أودي وبورشه ومرسيدس بنز وغيرها من العلامات التجارية الراقية.

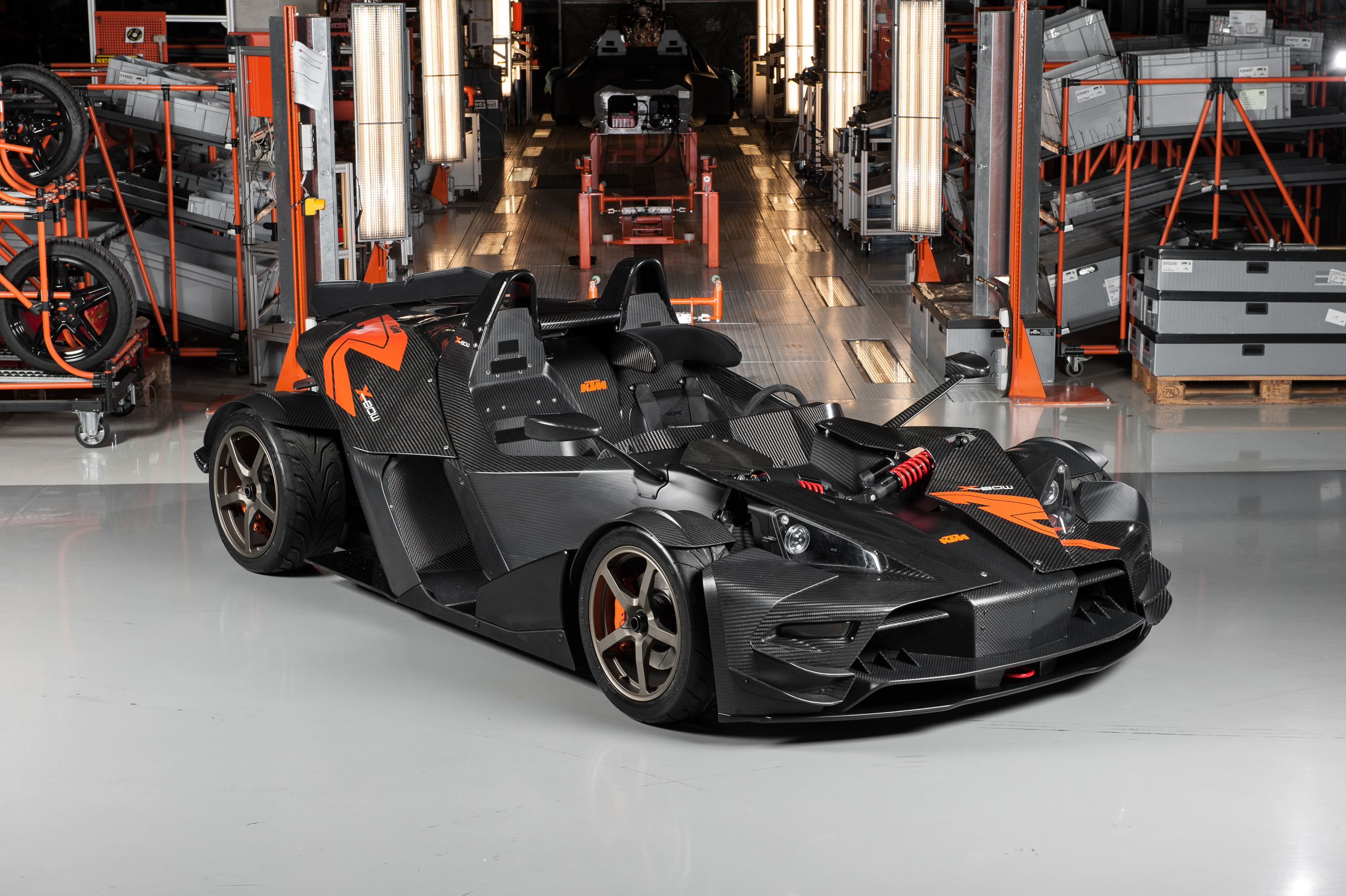
إحدى سيارات كي تي أم النمساوية.
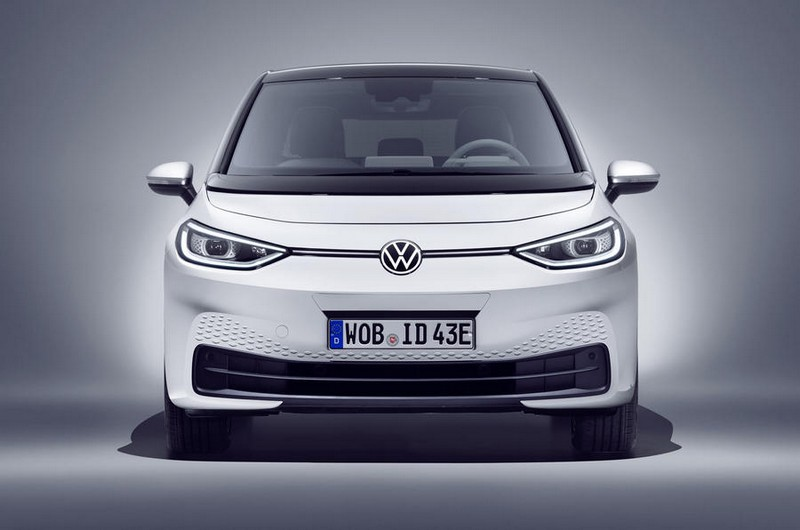
إحدى سيارات فولكسفاغن.
شعار شركة كريسيل الكتريك النمساوية للسيارات.
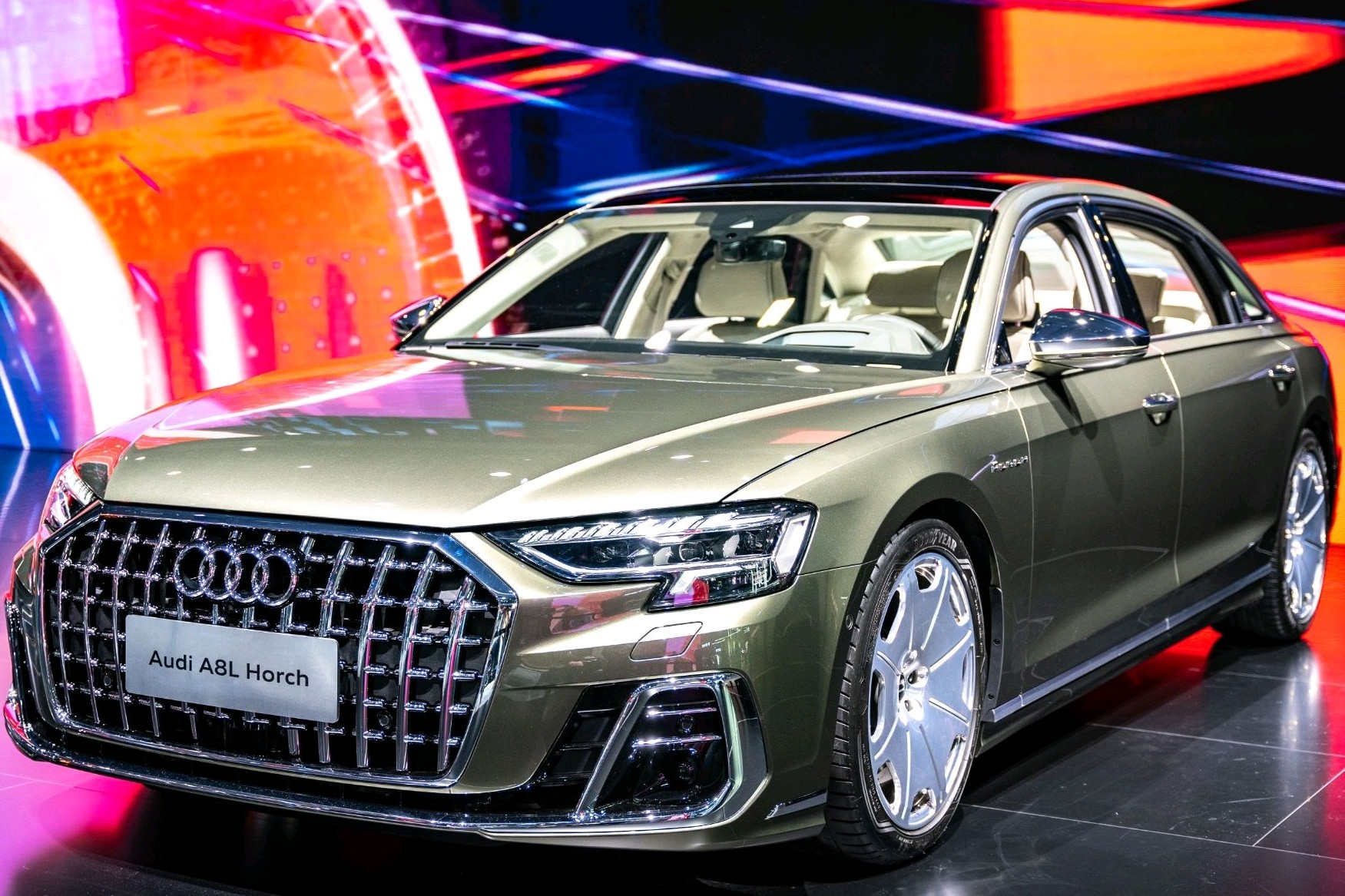
إحدى سيارات شركة أودي الشهيرة.
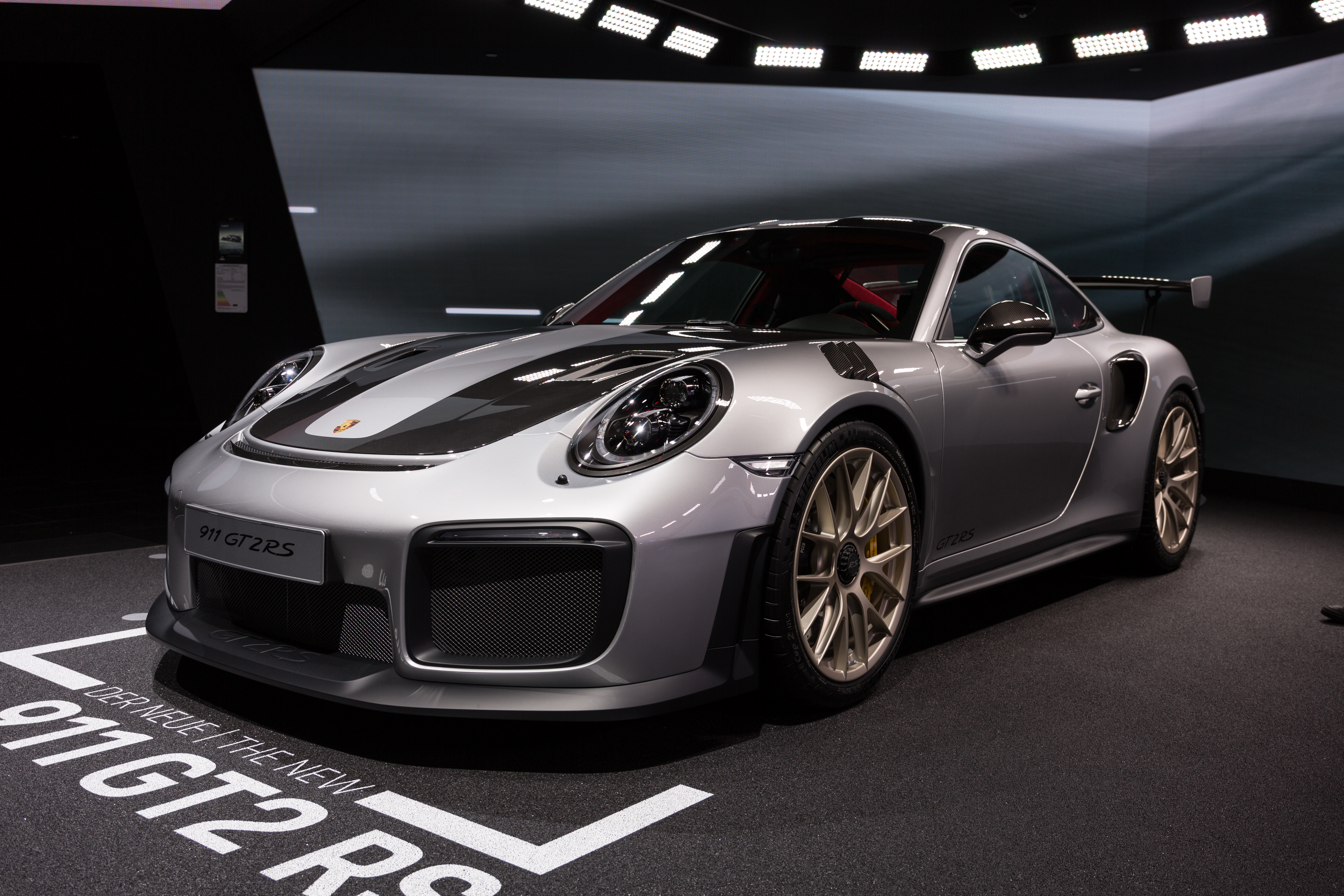
إحدى سيارات بورشة.
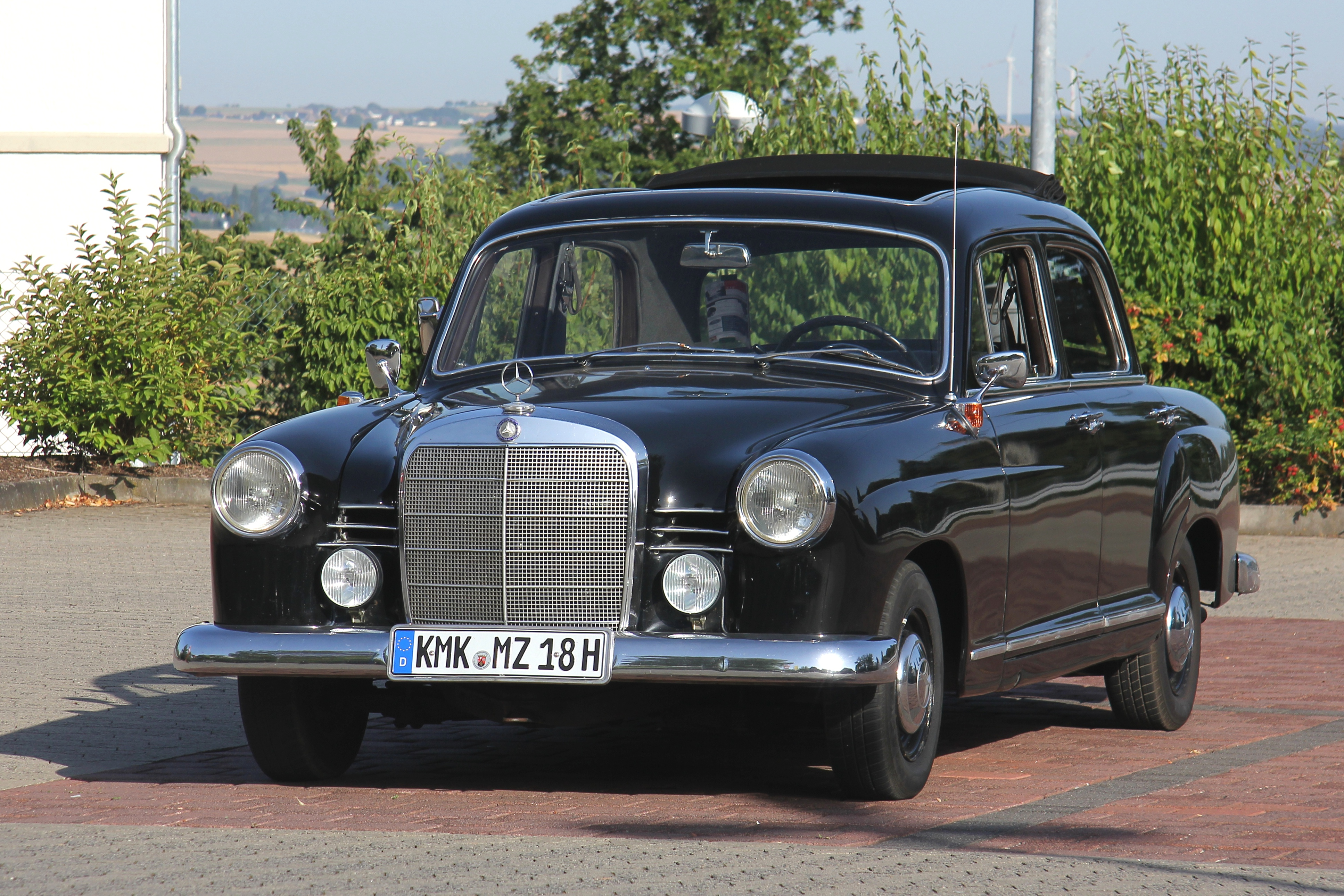
إحدى سيارات شركة مرسيدس بنز.

## أهمية وجود شركات تصنيع سيارات في النمسا
إن وجود شركات صناعة السيارات في النمسا يعزز سمعتها كمركز رائد في صناعة السيارات والتكنولوجيا المتعلقة بها. تهتم هذه الشركات وغيرها من الشركات النمساوية المصنعة للسيارات في تعزيز الابتكار وتطوير تقنيات جديدة في صناعة السيارات، وتعكس الرغبة في تحقيق المستقبل النظيف والمستدام في مجال المواصلات.